# Лицей № 82 (Нижний Новгород)
Лицей № 82 — лицей в Сормовском районе Нижнего Новгорода. Наибольшую известность получил как «Школа баррикад» после революции 1905 года.

## История

### Школа имени императора Александра III
В последнее двадцатилетие XIX века судостроительный Сормовский завод (в тот период — акционерное общество «Сормово») в связи с экономическим ростом и повышением сложности заказов начинает испытывать недостаток квалифицированных кадров и даже элементарно владеющих грамотой рабочих. В связи с этим 14 января 1885 года открылась Сормовская церковно-приходская школа, которая находилась под трапезной близлежащей Александро-Невской церкви и давала двухлетнее образование не более, чем 150 учащимся. К 1893 году попечительский совет собрал 15 тысяч рублей и направил эти средства на строительство нового деревянного двухэтажного здания. В 1895 году школе исполнилось 10 лет, и это событие было отмечено большой статьёй в газете «Нижегородские епархиальные ведомости». Там отмечалось, что школа занимает заметное место среди церковно-приходских школ как Нижегородской епархии, так и за её пределами. Здесь обучались уже более четырёхсот детей силами всего семи учителей. Учебное заведение большей частью содержалась за счёт рабочих и служащих завода. К концу XIX — началу XX века акционерное общество «Сормово» стало принимать участие в финансировании содержания школы в сумме 5000 рублей ежегодно. Кроме общей грамоты велось преподавание элементарной геометрии, алгебры, физики, технического рисования и черчения. Мальчики (обучение велось раздельно) получали основы слесарного и столярного дела. Девочки в дополнение к общеобразовательным предметам обучались рукоделию, а старшие девушки — дидактике.

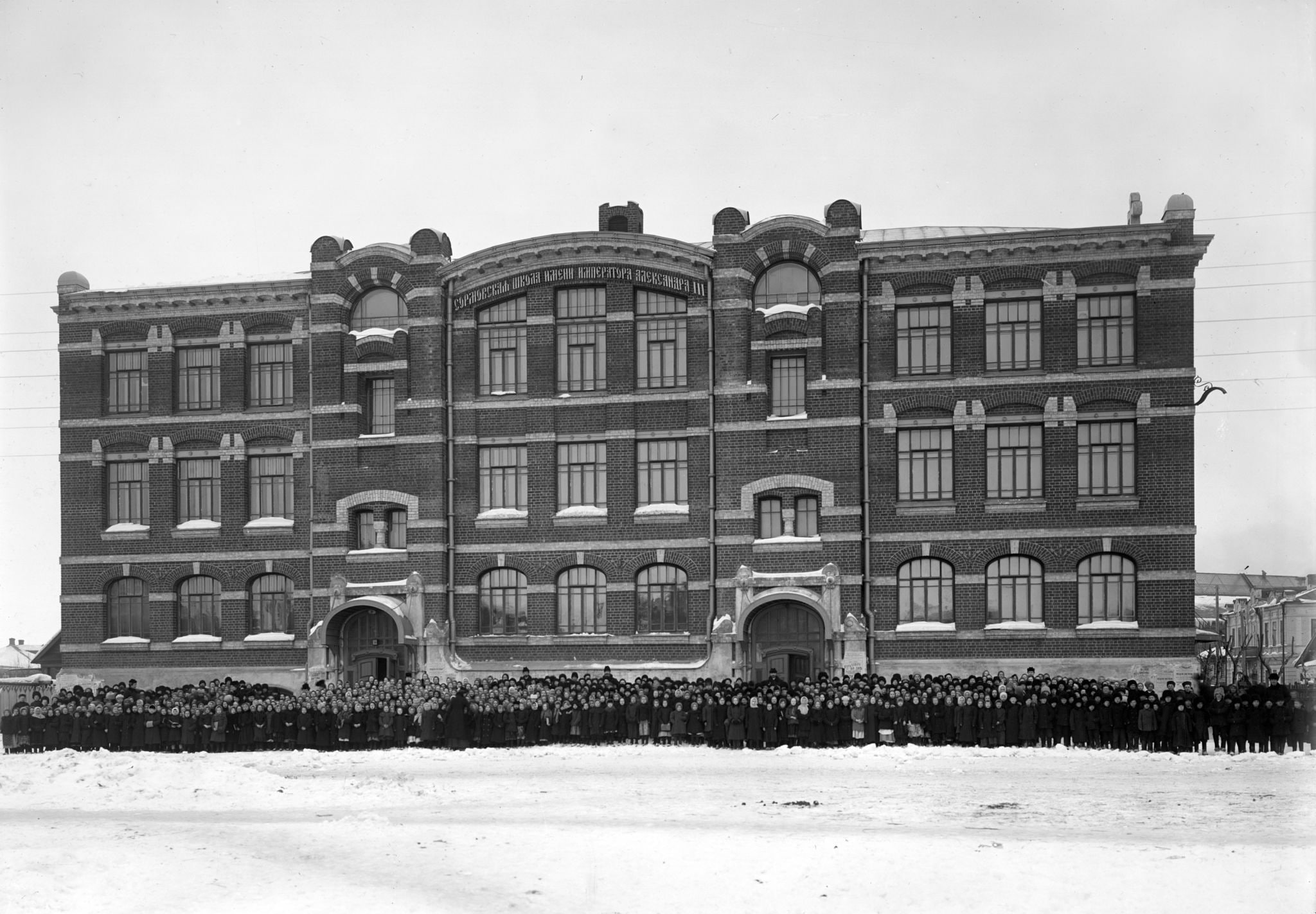
Сормовская школа имени Императора Александра III

В начале XX века в школе обучается около 1500 детей, при этом количество учителей уже превышает 50. После завершения строительства в Сормове Спасо-Преображенского собора дирекция завода обратилась к его архитектору, инженеру П. П. Малиновскому с заказом на проектирование нового здания школы. Им были исполнены планы-фасады трёхэтажного каменного здания в стиле модерна, с симметричным расположением архитектурных объёмов и элементов декора. Строительство здания изначально планировалось осуществить около Спасо-Преображенского собора, но окончательное решение было принято в пользу пустыря на пересечении Большой дороги (ныне — ул. Коминтерна) и Александро-Невской улицы (ныне — ул. Баррикадная). Строительство было завершено в октябре 1903 года. После торжественного освящения, школе было присвоено имя императора Александра III.

Наплыв населения был очень велик. Здание школы было украшено флагами. Молебен по случаю освящения школы отслужили Преосвященный епископ Нижегородский Назарий, архимандрит Благовещенского монастыря Сергий, городское и местное духовенство— газета «Нижегородский листок»

### «Школа баррикад»
Революционные события 1905 года, во многом спровоцированные расстрелом демонстрации 9 января 1905 года, отозвались декабрьским восстанием сормовского пролетариата. Утром 26 (13) декабря около здания школы были сооружены баррикады. В самом здании находился штаб — центр восстания. Здесь же располагалась боевая дружина, в окне третьего этажа была установлена самодельная пушка. Некоторое время рабочие успешно оказывали сопротивление полиции, усиленной подразделением казаков. Однако к утру следующего дня подошедший артиллерийский расчёт регулярной армии значительно повредил баррикады. К вечеру 27 (14) декабря восстание в Сормово было подавлено. В результате столкновений 40 рабочих было убито, более 100 ранены.
В 1906 году школа перешла из ведения РПЦ в распоряжение Балахнинского уездного земства. Рабочие, добившиеся в результате борьбы некоторых либеральных преобразований, получили право вести наблюдение за ходом учебных занятий. При школе были организованы воскресные общеобразовательные курсы для взрослых, которые РСДРП нередко использовала в целях пропаганды своих политических взглядов.
В 1917 году Временное правительство передало все начальные школы в ведение Министерства народного просвещения. Школа получила название «Фабрично-заводская семилетняя школа № 7 памяти Баррикад 1905 года». Свой нынешний номер 82 школа получила в 1930-е годы, когда все школы Горького перешли на единую сквозную нумерацию.
С началом Великой Отечественной войны здание было вынуждено принять учеников ещё из двух школ Сормовского района — 84 и 117. Однако через месяц по решению Государственного комитета обороны там была размещена школа радистов — 40-й отдельный запасной радиобатальон (ОЗРБ), который готовил радистов для партизанских соединений. Служба и быт девушек-курсантов подробно описана в книге «Мечта за горизонтом» участницы событий Эдды Меньшениной.
После завершения войны школа вернулась к мирной жизни в своём прежнем здании. В 1947 году Горьковский государственный университет организовал первую в городе физико-математическую олимпиаду. Её победителем стал ученик 82-й школы. В 1948 году при Московском государственном университете был открыт физико-технический факультет (сейчас — МФТИ), и отборочная комиссия объезжала разные города Советского Союза в поисках одарённых абитуриентов. Семеро учеников преподавателя физики Вячеслава Пермитина были зачислены в МГУ, а его самого включили в состав комиссии.

### Школа № 82
В 1960 году школа получила новое четырёхэтажное здание на улице Культуры. С 30 августа 1977 года в помещениях «Школы баррикад» по решению исполкома Сормовского райсовета начал действовать учебно-производственный комбинат трудового обучения и профориентации учащихся образовательных школ (УПК) с подготовкой по следующим специальностям: швейному, механическому делу, автомобильному ремонту, торговле продовольственными товарами.
Новое здание было построено по типовому проекту, но, благодаря задуманной директором А. А. Рудовым оригинальной внутренней компоновке помещений, специальному оборудованию классов, проект стал практически индивидуальным. В 1970 году школа получила статус учебного заведения с углублённым изучением математики и физики. Авторские методики преподавания этих дисциплин демонстрировались на ВДНХ. Журнал «Народное образование» называл её «кузницей кадров сормовской интеллигенции». В 1968 году директором школы назначена Е. М. Раввина. В этот период ей удаётся не только сохранить педагогические кадры 1940-х и 1950-х годов, но и расширить учительский коллектив. На протяжении не одного десятилетия здесь работает один из немногих педагогов Героев Социалистического Труда — Нина Бакушева.

### Политический скандал в ноябре 2023 года
В ноябре 2023 года директор лицея Нина Говорова написала обращение в полицию после того, как она просмотрела видео, на котором были запечатлены старшеклассники лицея. Утверждалось, что они обсуждали события на Украине и в России, учителей школы и дискредитировали действия армии РФ. На них оформили административные протоколы по 20.3.3 КоАП РФ. В августе 2024 года, после того, как бывшим ученикам лицея исполнилось 18 лет, против них возбудили уголовное дело по статье о дискредитации армии, по которому они получили по 2,5 года колонии. После случившегося в лицее вступили новые правила внутреннего распорядка, которые запрещают учащимся осуждать действия российской армии, а также чиновников и руководство лицея. Ранее в лицее были также приняты правила об обязательном ношении школьной формы и запрете «бегать по лестницам».